# Улрих Бек
Улрих Бек (1944 – 2015) е германски социолог, чието име се свързва с теорията за рисковото общество в епохата на глобализацията и концепцията за „рефлексивната модерност“ (втората модерност). Ключова характеристика на тази нова фаза в общественото развитие е състоянието на постоянна готовност за справяне с глобалните рискове за обществото. Тя е следствие от достигането до критична точка в използването на научните и технологичните постижения за задоволяване на човешките потребности, след която напредъкът на човечеството вече създава предпоставки за безпрецедентни по своя мащаб и характер катастрофи. Според Бек „не провалът на модернизацията, а успехите в хода на модернизацията са довели до рисковото общество“.

## Биография
Улрих Бек е роден през 1944 година в град Слупск в област Померания, Северна Полша, до края на Втората световна война намиращ се в границите на Германия (под името Щолп). Израства в Хановер. През 1972 година защитава докторат в Мюнхенския университет, където преди това учи социология, философия, психология и политически науки, а през 1979 година става лектор на пълен щат. През 1992 година става професор по социология и директор на университетския Институт по социология; чете лекции и в Лондонското училище по икономика LSE.
През 2011 година става член на Комисията по етика на германското правителство относно оценката на ядрената енергия и нейните алтернативи, през 2012 г. заедно със социолога Даниел Кон-Бендит публикува Манифест за преизграждането на Европа отдолу, наречен „Европа – това сме ние!“, а през 2013 година е удостоен с почетното звание „Доктор хонорис кауза“ на Софийския университет „Св. Климент Охридски“. След по-известните му трудове са „Рисково общество“ (1986), „Що е глобализация“ (1997), „Общество на глобалните рискове“ (1999) и „Космополитната визия“ (2004). Според Международната банка за цитати (Social Science Citation Index, 2000 – 2011) през първото десетилетие на XXI век Бек е един от петимата най-често цитирани социални учени в световен мащаб. Книгите му са преведени на повече от 35 езика, включително на български. Негови публикации излизат в големи европейски медии като Der Spiegel, Die Zeit, Sueddeutsche Zeitung, Frankfurter Rundschau, La Repubblica, El Pais, Le Monde, The Guardian и др.

## Новите рискове, непредставимият свят и космополитизма
Бек разбира риска като нещо, което не е нито опасност, нито риск в традиционния смисъл, а по-скоро се позиционира някъде между тях; той говори за „причинени от човека бедствия“ и „нови рискове“, които не могат да бъдат „калкулирани“ и в резултат на това светът е станал непредставим. В неговата рамка основните характеристики на риска и по-точно на катастрофите, в които се проявява, са: нанася глобални и непоправими поражения, които не могат да бъдат компенсирани и заради това не подлежат на застраховане; предпазните мерки стават излишни, защото не е възможно да бъдат възстановени условията опреди катастрофата; няма ограничения в пространството и времето – този вид катастрофи са непредвидими, последствията от тях преминават държавните граници и са много продължителни. Според Бек, когато се сблъскаме с такива непроницаеми заплахи, обичайните ни реакции са три: отказ – риск няма, твърде малък е или е преувеличен, апатия – заплахата е разпозната, но неглижирана, и трансформация – глобални, космополитни усилия за противодействие.
В по-ранните си трудове той се фокусира по-специално върху рисковете, които са свързани с производството на ядрена енергия, химическата промишленост и биотехнологиите, климатичните промени. В своите по-нови изследвания върху концепциите за „обществото на глобалните рискове“ и „космополитизма“ Бек отчита все по-голямата взаимна зависимост, която не се съобразява с властта на националните държави. Няма страна по земното кълбо, която може да се скрие зад собствените си граници, за да не пострада, ако нещо в света на финансите се обърка. Това важи с пълна сила и за климатичните промени.
Бек обяснява космполитизма по следния начин: наличието на глобални рискове изисква глобални мерки, защото рискове от катастрофален порядък засягат човечеството като цяло и усилията за тяхното избягване също трябва да са глобални, без оглед на националните граници. Високото равнище на медийно внимание към такива събития запознава световното обществено мнение с факта, че тези беди засягат много по-тежко бедните хора. Повишаването на вниманието на обществото кара отделни обществени групи по-често да влизат в диалог помежду си, давайки за пример съвместните усилия на екологични организации и бизнесът в подкрепа на протестиращите срещу неадекватните реакции на американското правителство по проблемите на климатичните промени.